# 耶夫納克爾
耶夫納克爾（挪威語：Jevnaker）是挪威阿克什胡斯郡的市镇，行政中心为耶夫納克爾村。市镇面积为224平方公里，人口数量为6,312人（2006年），人口密度为每平方公里33人。

## 历史
1838年1月1日耶夫納克爾堂区设立为市镇。1898年1月1日倫內爾从本市镇析出为单独的市镇。2020年之前隶属原奧普蘭郡。2020年起隶属于维肯郡。2024年1月1日维肯郡撤销，改属于阿克什胡斯郡。